# Пасколо Бјанко (Савона)
Пасколо Бјанко је насеље у Италији у округу Савона, региону Лигурија.
Према процени из 2011. у насељу је живело 37 становника. Насеље се налази на надморској висини од 102 м.